# Lepturges soricinus
Lepturges soricinus är en skalbaggsart som först beskrevs av Leon Fairmaire och Germain 1859.  Lepturges soricinus ingår i släktet Lepturges och familjen långhorningar. Inga underarter finns listade i Catalogue of Life.